# Nicolas-François de Lorraine
Pour les articles homonymes, voir Cardinal de Lorraine.
Nicolas-François de Lorraine-Vaudémont (6 décembre 1609-25 janvier 1670) est cardinal et évêque de Toul de 1624 à 1634, puis duc de Lorraine et de Bar du 19 janvier au 1er avril 1634.

## Biographie
Fils de François de Lorraine, comte de Vaudémont et de Christine de Salm, il nait le jour de la saint Nicolas, Saint Patron de la Lorraine dont il reçoit le prénom.
A sa naissance son oncle, Henri II de Lorraine, règne sur les duchés. N'ayant pas de fils, c'est sa fille aînée Nicole de Lorraine qui doit lui succéder. Le duc désirait marier sa fille à son favori, le baron d'Ancerville, homme de mérite mais qui n'était pas de sang royal. La famille ducale, la cour, le gouvernement et les cours de justice s'émurent. Le duc renonça à son projet et maria sa fille à son plus proche parent mâle, son neveu Charles de Vaudémont, fils de son frère François. Le duc mourut en 1624. Nicole, 16 ans et Charles, 20 ans, ceignirent la couronne, Charles reconnaissant la primauté de sa femme. Quelques mois plus tard, avec l'aide de son père, le fougueux Charles évinça sa femme et régna en tant que seul duc. Malgré ses intrigues, il ne put faire annuler son mariage.
En tant que cadet d'une branche cadette puis en tant que cadet du duc de Lorraine et de Bar, le jeune Nicolas est d'abord destiné à une carrière ecclésiastique. Il est nommé évêque de Toul dès 1624, puis cardinal in pectore en 1626 par le pape Urbain VIII. Sa création est révélée le 30 août 1627 mais il ne reçoit jamais le chapeau ni le titre cardinalice. Le nouveau "Prince de l'Eglise" n'a pas 18 ans et n'a pas été ordonné prêtre, ce qui ne choque pas dans le monde de l'époque, un prince ou une princesse devant rester disponible pour sa dynastie.
Son frère Charles IV, duc de Lorraine et de Bar, s'allie à l'Empereur Ferdinand II et soutient en France les opposants au premier ministre, le cardinal de Richelieu notamment en autorisant le mariage de leur sœur Marguerite avec Gaston d'Orléans, frère et héritier du roi Louis XIII.
C'est le prétexte qui permet au roi de France de faire envahir le Barrois et la Lorraine en septembre 1633. Nicolas-François étant plus apprécié des Français que lui, Charles IV juge préférable d'abdiquer en faveur de son frère le 19 janvier 1634.
N'étant pas prêtre, Nicolas-François s'accorde par provision une dispense pour un mariage avec sa cousine Claude-Françoise de Lorraine (1612-1648), fille cadette du défunt duc Henri II, envoie le lendemain au pape une lettre pour signaler les raisons pour lesquelles il renonce au cardinalat, se fait relever de ses vœux et épouse le 8 mars 1634 sa cousine, contrecarrant les projets du roi de France, pour que celle-ci ne soit pas mariée à un prince étranger, la loi salique ne s'appliquant pas en Lorraine et Barrois.
La population des duchés reste profondément hostile à l'occupant français, à l'image de Pierre Fourier, curé de Mattaincourt réputé pour la sainteté de sa vie et qui meurt en exil en Franche-Comté Espagnole ou Jacques Callot, artiste graveur, qui, en réponse à la demande de Louis XIII de graver une plaque commémorative de la prise de Nancy, répond qu'il préférait « perdre le bras ».
Cela, ainsi que le mariage inopiné du « cardinal », incite les Français à mettre la famille ducale en résidence surveillée. Le 1er avril 1634, Nicolas-François et son épouse parviennent à s'échapper. Respectivement déguisés en page et en valet, ils gagnent ainsi la Franche-Comté, terre espagnole. Ils se rendent ensuite en Toscane chez leur tante Christine, épouse du grand duc, puis chez leur oncle, le duc de Bavière Maximilien Ier à Munich en août 1636 et enfin à Venise où ils séjournent dix-huit ans. La duchesse Claude meurt en couches en 1648 laissant cependant deux fils et une fille survivants qui assurent la continuité dynastique.
En 1654, après l'arrestation par les troupes du roi d'Espagne de l'intrigant Charles IV (qui a conservé ses titres malgré son abdication), il prend le commandement de l'armée lorraine.
Devant le refus espagnol de libérer le duc, il se rallie à la France et s'illustre avec son fils Charles à la bataille des Dunes le 14 juin 1658. Ses victoires permettent la libération de son frère, et sa collaboration avec le royaume de France permet la restitution des duchés à Charles IV (1661). Il meurt en janvier 1670 à Nancy où il a fait rapatrier le corps de son épouse.
Cependant, les intrigues de l'imprudent Charles IV entraînèrent une nouvelle occupation des duchés par les troupes françaises qui dure plus d'un quart de siècle.

### Mariage et enfants
De l'union de Nicolas-François et Claude-Françoise de Lorraine sont nés :
1. Ferdinand de Lorraine (29 décembre 1639 – 1er avril 1659) ;
2. Charles V de Lorraine (3 avril 1643 – 18 avril 1690), abbé de Gorze (1648-1661) puis duc titulaire de Lorraine et de Bar, qui épousa Éléonore d'Autriche ;
3. Anne Éléonore de Lorraine  (12 mai 1645 – 28 février 1648) ;
4. Anne-Marie de Lorraine (30 juillet 1648 - ?) ;
5. Marie-Anne Thérèse de Lorraine (30 juillet 1648 - 17 juin 1661), abbesse de Remiremont.

### Sources
- Henry Bogdan, La Lorraine des ducs, sept siècles d'histoire, Perrin, 2005 [détail des éditions] (ISBN 2-262-02113-9)
- Georges Poull, La Maison ducale de Lorraine, Nancy, Presses universitaires de Nancy, 1991, 575 p. [détail de l’édition] (ISBN 2-86480-517-0)